# Microporella hastigera
Microporella hastigera är en mossdjursart som först beskrevs av Busk 1884.  Microporella hastigera ingår i släktet Microporella och familjen Microporellidae. Inga underarter finns listade i Catalogue of Life.